# Canción de primavera

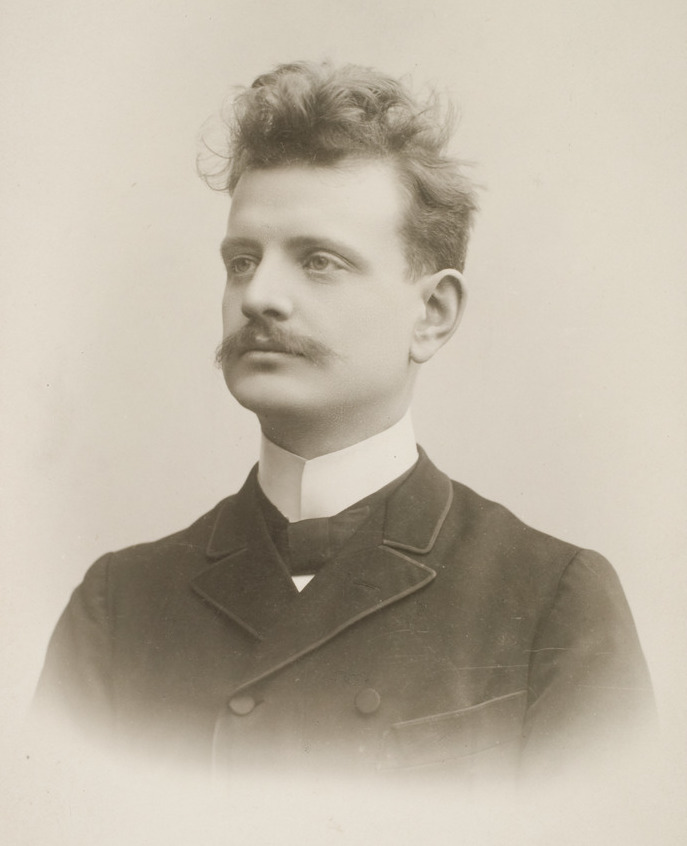
El compositor finlandés Jean Sibelius (c. 1896).

La Canción de primavera (en sueco, Vårsång) es un poema sinfónico compuesto en 1894 por el compositor finlandés Jean Sibelius.
La pieza fue inicialmente compuesta como Improvisación para Orquesta, en la tonalidad de re mayor. Sibelius la refundió en fa mayor, y retítulo la obra en 1895, anexando el subtítulo "La tristeza de la primavera" a esa versión (inédita), y luego realizó revisiones para la publicación final en 1902.
La pieza contiene un optimismo que es bastante raro entre las obras de Sibelius. Es conocido por su uso prominente de campanas al final de la canción.
La instrumentación es para 2 flautas, 2 oboes, 2 clarinetes en si bemol, 2 fagotes, 4 trompas en fa, 4 trompetas, 3 trombones, tuba, timbales, 3 campanas (afinadas en re bemol, mi bemol y sol bemol) y cuerda.